# Albero di Pitagora

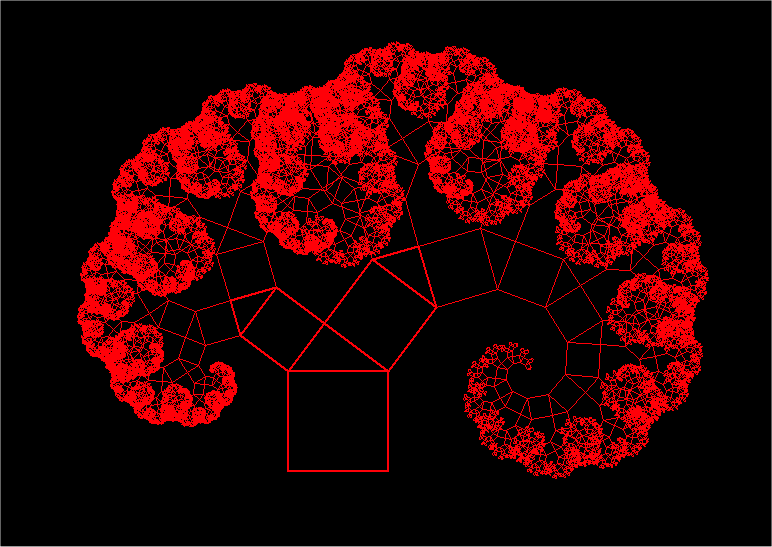
Albero di Pitagora

L'albero di Pitagora è un frattale che prende il nome dal matematico greco Pitagora scopritore del famoso teorema in quanto il procedimento iterativo prevede un'infinità di triangoli rettangoli con i quadrati costruiti su cateti e ipotenusa. Quest'albero però fu ideato dall'ingegnere olandese Albert E. Bosman.

## Costruzione
La costruzione dell'albero di Pitagora inizia con un quadrato. Su un lato si costruisce un triangolo rettangolo sui cateti del quale si costruiscono altri due quadrati. Si ripete l'operazione sui due quadrati costruendovi triangoli rettangoli simili al primo. Si procede così all'infinito. L'illustrazione mostra le prime fasi di questo processo di iterazione

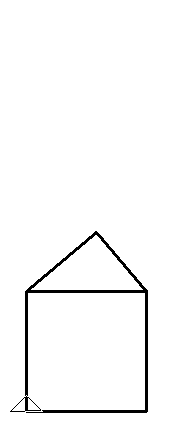
Il livello 0
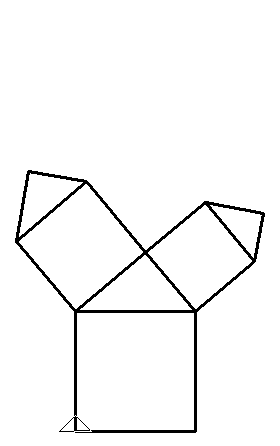
Il livello 1
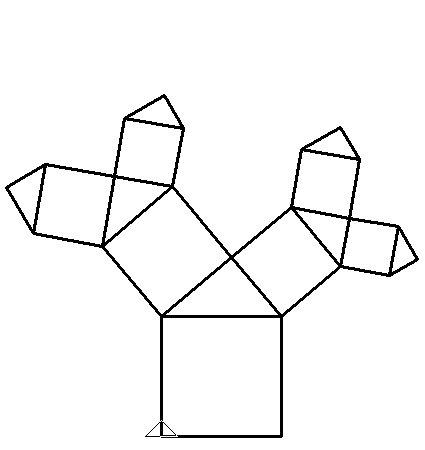
Il livello 2
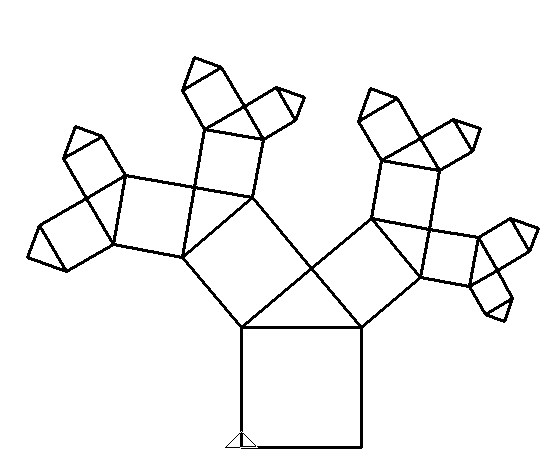
Il livello 3

### Procedura in linguaggio Logo

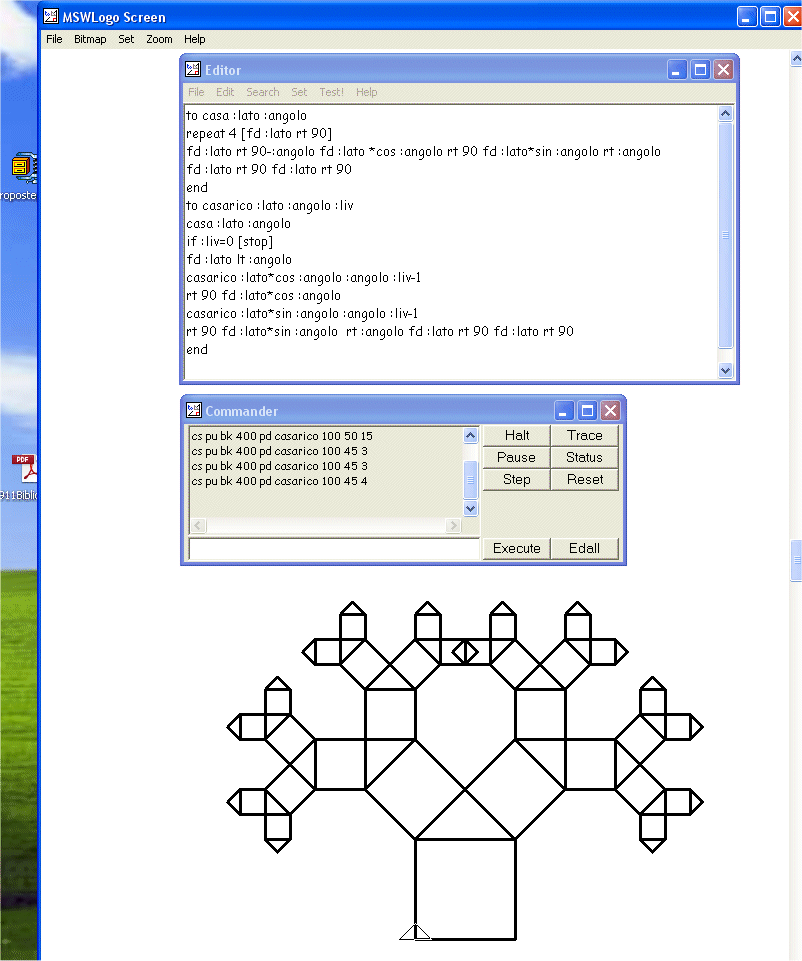
L'albero "isoscele" nella procedura in MSWLogo

Ecco la procedura ricorsiva per ottenere le varie fasi della costruzione. 
Questa è in funzione dei tre parametri 'lato', 'angolo' e 'livello':
```
to casa :lato :angolo
repeat 4 [fd :lato rt 90]
fd :lato rt 90-:angolo fd :lato *cos :angolo rt 90 fd :lato*sin :angolo rt :angolo
fd :lato rt 90 fd :lato rt 90
end
to casarico :lato :angolo :liv
casa :lato :angolo
if :liv=0 [stop]
fd :lato lt :angolo 
casarico :lato*cos :angolo :angolo :liv-1
rt 90 fd :lato*cos :angolo
casarico :lato*sin :angolo :angolo :liv-1
rt 90 fd :lato*sin :angolo  rt :angolo fd :lato rt 90 fd :lato rt 90
end
```

La procedura, scritta per MSWLogo, un linguaggio Logo per Windows, scaricabile gratis dal sito della Softronics.
Dopo aver copiato e incollato la precedente procedura sull'Editor, la si può collaudare scrivendo, se si è scelto il lato di 100 pixel, l'angolo di 45 gradi (triangolo rettangolo isoscele) e il livello 4, nella linea dei comandi:
```
casarico 100 45 4
```

### In origami
Proposto da Francesco Mancini del Giardino di Archimede a Bellaria nel 2014, nelle attività di laboratorio alcuni docenti utilizzano l'origami modulare per costruire i primi livelli del frattale pitagorico.

## Storia
L'albero di Pitagora risulta disegnato per la prima volta da Albert E. Bosman (1891-1961) intorno al 1942. Bosman era un ingegnere e un insegnante di matematica olandese. Nel 1957 pubblicò il libro Het wondere onderzoekingsveld der vlakke meetkunde ("Il meraviglioso campo di esplorazione della geometria piana") che conteneva anche il suo lavoro sull'albero pitagorico

## Proprietà

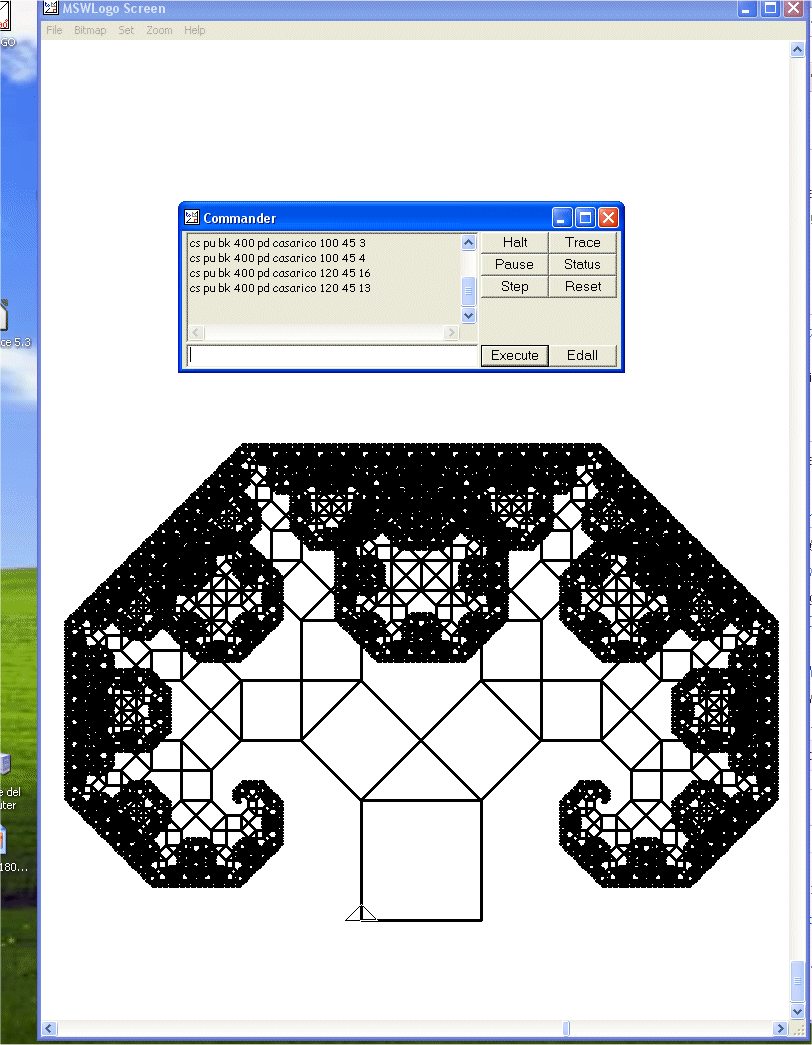
La tendenza alla Curva di Lévy

Nel caso particolare del triangolo rettangolo isoscele la chioma dell'albero coincide con la Curva di Lévy